# Жубе, Ромуальд
Ромуальд Эжен Шарль Жан Жубе (фр. Romuald Charles Eugène Gaudens Jean Sylve Joubé; 20 июня 1876, Мазер — 14 сентября 1949, Жизор), французский актёр театра и кино, чья карьера на сцене и в кино длилась около 30 лет.

## Карьера
Начал свою сценическую карьеру в театре Одеон под руководством Андре Антуана. Состоял в труппе «Комеди Франсэз» с 1921 по 1922 год. Хотя в основном был занят в театральных постановках, тем не менее, ему удалось, начиная с 1909 года, сняться в нескольких кинофильмах. Начал свою карьеру в кино во французской кинокомпании Киностудия d’Art. В общей сложности за тридцать лет карьеры появился в более чем сорока фильмах.
Умер в 1949 году в возрасте 73 лет.

## Избранная фильмография
- 1919 — Я обвиняю!
- 1921 — Матиас Шандор
- 1924 — Чудо волков — шевалье Робер Коттеро
- 1937 — Жемчужины короны
- 1938 — Я обвиняю! / J’accuse!